# Żas Ałasz
Żas Ałasz (kaz. Жас Алаш) – kazachski dziennik założony w 1921 przez lidera Komsomołu Turkiestańskiej Autonomicznej Socjalistycznej Republiki Radzieckiej Ganiego Muratbajewa. W czasach sowieckich dziennik nosił nazwę Leninszyl żas, aktualnie jest gazetą opozycyjną.